# Divadlo Arteatro

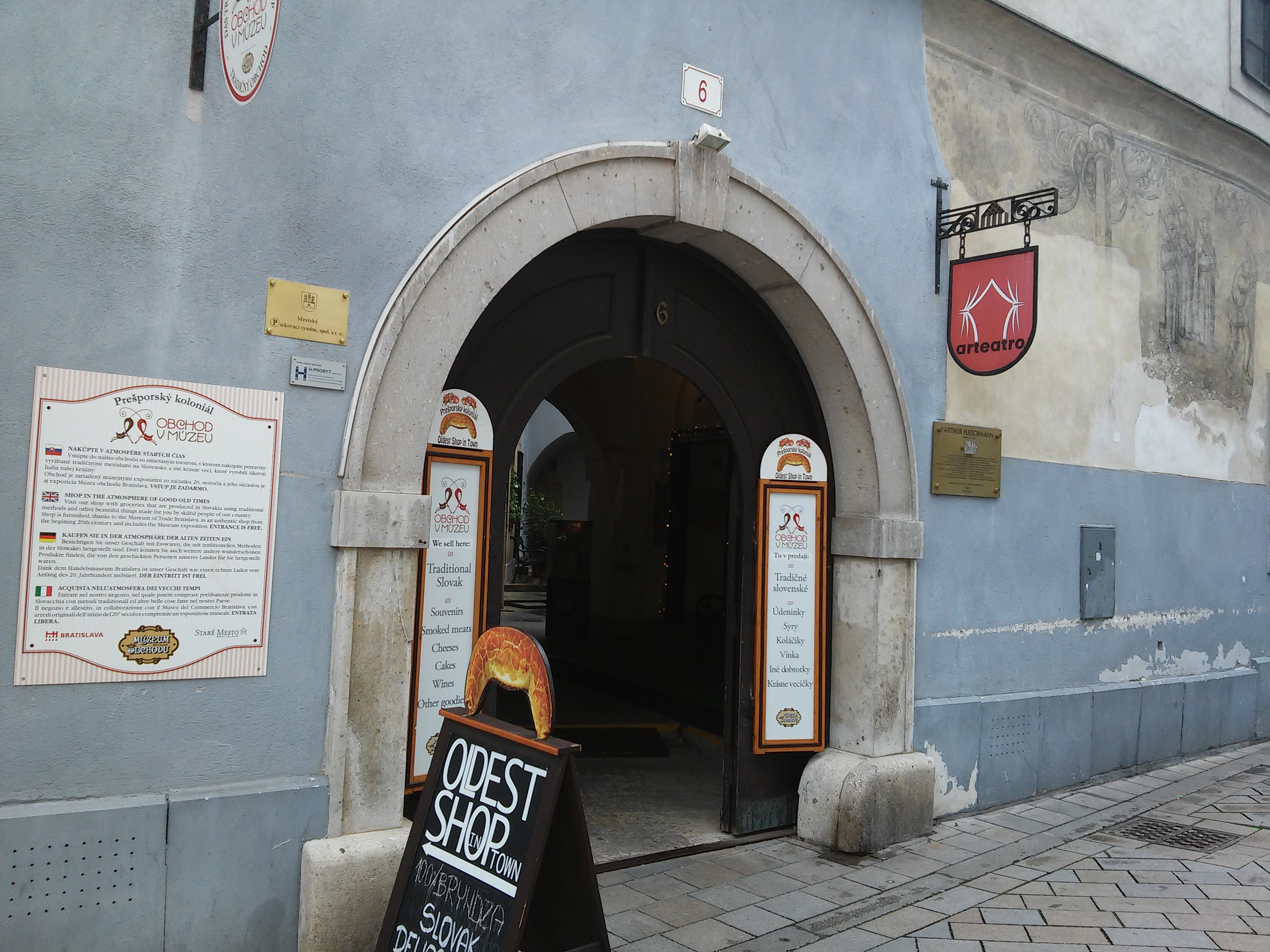
Vstup do divadla v Bielej ulici.

Arteatro je mladé divadlo, sídlící v historickém centru Bratislavy, založené v roce 2008.
Divadlo ARTEATRO provádí tvůrčí a prezentační činnost v oblasti divadelního umění. Dává prostor mladým, začínajícím hercům, režisérům, dramaturgům, výtvarníkům, hudebníkům i stálicím slovenské umělecké scény.
K nejhranějším představením divadla patří W. Shakespeare: Oko za oko, I. Bukovčan: Zatímco kohout zakokrhá, Ľubomír Feldek: Smrt v růžovém a podobně.